# Amati

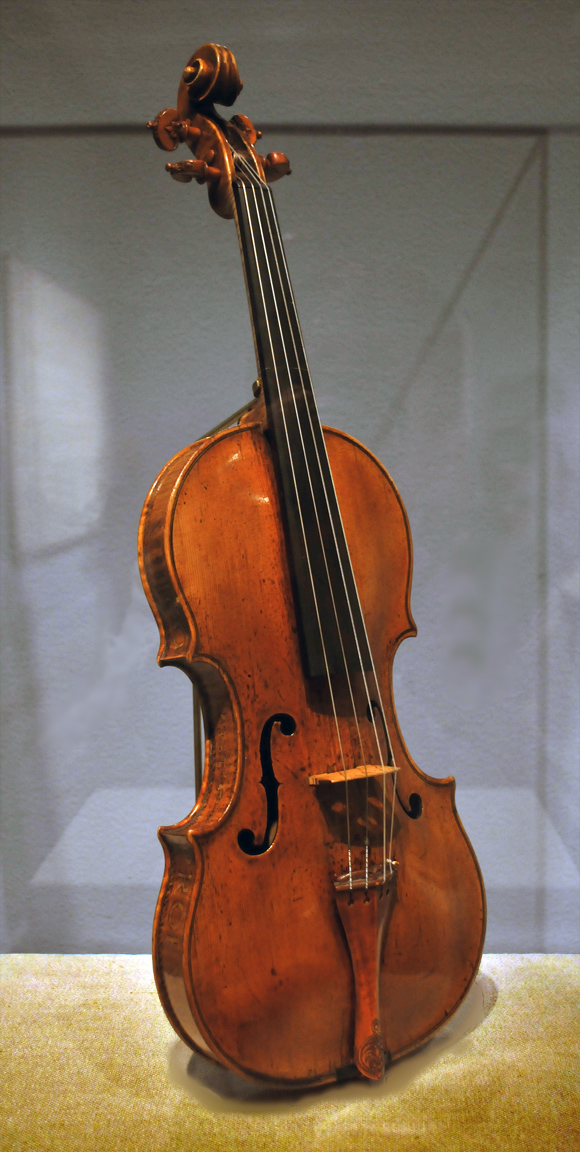
Vioară produsă de Andrea Amati şi păstrată la Metropolitan Museum of Art. Această vioară datează din 1558, fiind una dintre cele mai vechi viori din lume

Amati este numele unei familii italiene de lutieri care a înflorit în Cremona din aproximativ 1538 până în 1740. Importanța lor este considerată aproape egală cu cea a familiilor Bergonzi, Guarneri și Stradivari. În 2001 o vioară confecționată de Nicolò Amati a fost vândută la licitație cu 292.000 de dolari. Astăzi viorile produse de Nicolò Amati sunt evaluate la circa 6.000.000 de dolari.

## Membri

### Andrea Amati (c.1505 - c.1578)
Andrea Amati a proiectat și creat vioara, viola și violoncelul care fac parte din "familia viorii". El a standardizat forma de bază, dimensiunea, materialele și metoda de construcție. Mai mulți lutieri din apropiere de Brescia au experimentat cu forma de vioară, cum ar fi Gasparo da Salò, Micheli, Zanetto și Pelegrino dar Andrea Amati a fost cel care a conferit profilul familiei viorii moderne. Prima vioară a fost comandată de Lorenzo de Medici în 1555. În scrisoarea sa către Amati scria ca instrumentul să fie "confecționat din materiale de cea mai bună calitate ca și alte lăutei dar să fie mai ușor de cântat". Prima vioară era destinată pentru a fi utilizată de muzicienii analfabeți așa că designul era simplu și ușor de cântat. Nu se știe ce s-a întâmplat cu această vioară. În schimb mai există astăzi instrumente care datează din perioada cuprinsă între 1538 (primul violoncel produs de Amati, intitulat "Regele") și 1574. Cele mai multe datează din 1560, un set pentru o întreagă orchestră de 38 de membri comandată de Catherine de Medici, regina regentă a Franței și poartă decorațiuni franceze pictate de mână în aur ce includeau deviza și stema fiului ei, Carol al IX-lea al Franței. Din cele 38 de instrumente comandate Amati a creat viori în două dimensiuni, viole în două dimensiuni și violoncele de dimensiuni mari. Au fost utilizate până la Revoluția Franceză din 1789 și doar 14 din aceste instrumente mai există și astăzi. Pe unele dintre viorile produse de Amati se mai poate cânta și astăzi. Instrumentele produse de Andrea Amati se remarcă prin materialele de înaltă calitate, eleganța în construcție, lac transparent și fin obținut din chihlimbar și utilizarea ingenioasă a principiilor geometrice și acustice.

### Antonio și Girolamo Amati
Andrea Amati a fost succedat de cei doi fii ai săi, Antonio Amati (c.1537-1607) și Girolamo Amati (c.1551-1630). "Frații Amati", după cum erau cunoscuți, au dezvoltat designul viorii, inclusiv perfecționarea formelor găurilor în formă de f. Se crede că tot ei au perfecționat și forma actuală a violei alto moderne, comparativ cu violele tenor dar cel mai adesea se crede Gasparo da Salo ar fi fost cel care a perfecționat violele moderne.

### Nicolò Amati (1596-1684)
Nicolò Amati a fost fiul lui Girolamo Amati și a fost cel mai eminent membru al familiei. A îmbunătățit modelul implementat de înaintașii săi și a confecționat instrumente care puteau să producă un ton mai puternic. Modelele sale erau neobișnuit de mici dar a realizat un model mai mare cunoscut azi sub numele de "Grand Amati" care a devenit una dintre cele mai râvnite viori.
Dintre ucenicii săi cei mai cunoscuți sunt Antonio Stradivari și Andrea Guarneri, primul membru al familiei Guarneri de lutieri. Există multe controverse cu privire la ucenicia lui Antonio Stradivari. Deși prima vioară cunoscută a lui Stradivari menționează că a fost ucenicul lui Amati, această ipoteză este intens dezbătută.

### Girolamo Amati (Hieronymus II) (1649-1740)
Ultimul lutier din familie a fost fiul lui Nicolò Amati, Girolamo Amati, cunoscut în special sub numele de Hieronymus al II-lea. Deși a îmbunătățit instrumentele proiectate de tatăl său, viorile sale sunt considerate inferioare comparativ cu cele ale lui Stradivari.